# Гра (коммуна)
Гра (фр. и окс. Gras) — коммуна во Франции, находится в регионе Рона — Альпы. Департамент коммуны — Ардеш. Входит в состав кантона Бур-Сент-Андеоль. Округ коммуны — Прива.
Код INSEE коммуны 07099.

## Население
Население коммуны на 2008 год составляло 512 человек.
| 1962 | 1968 | 1975 | 1982 | 1990 | 1999 | 2008 |
| ---- | ---- | ---- | ---- | ---- | ---- | ---- |
| 225  | 260  | 234  | 250  | 317  | 381  | 512  |

## Экономика
В 2007 году среди 319 человек в трудоспособном возрасте (15—64 лет) 226 были экономически активными, 93 — неактивными (показатель активности — 70,8 %, в 1999 году было 67,4 %). Из 226 активных работали 198 человек (104 мужчины и 94 женщины), безработных было 28 (12 мужчин и 16 женщин). Среди 93 неактивных 25 человек были учениками или студентами, 38 — пенсионерами, 30 были неактивными по другим причинам.

## Фотогалерея

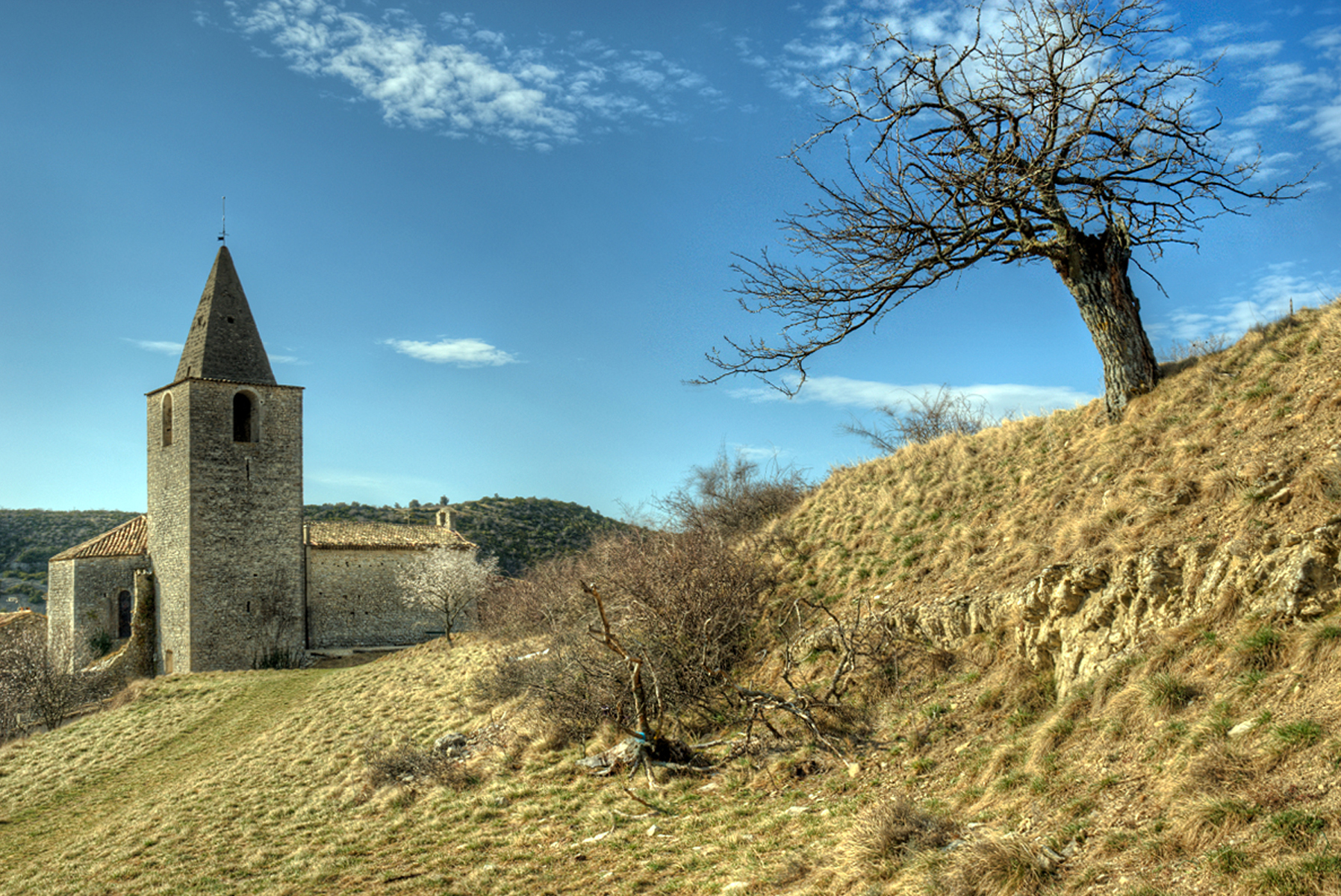
Церковь Успения Пресвятой Богородицы
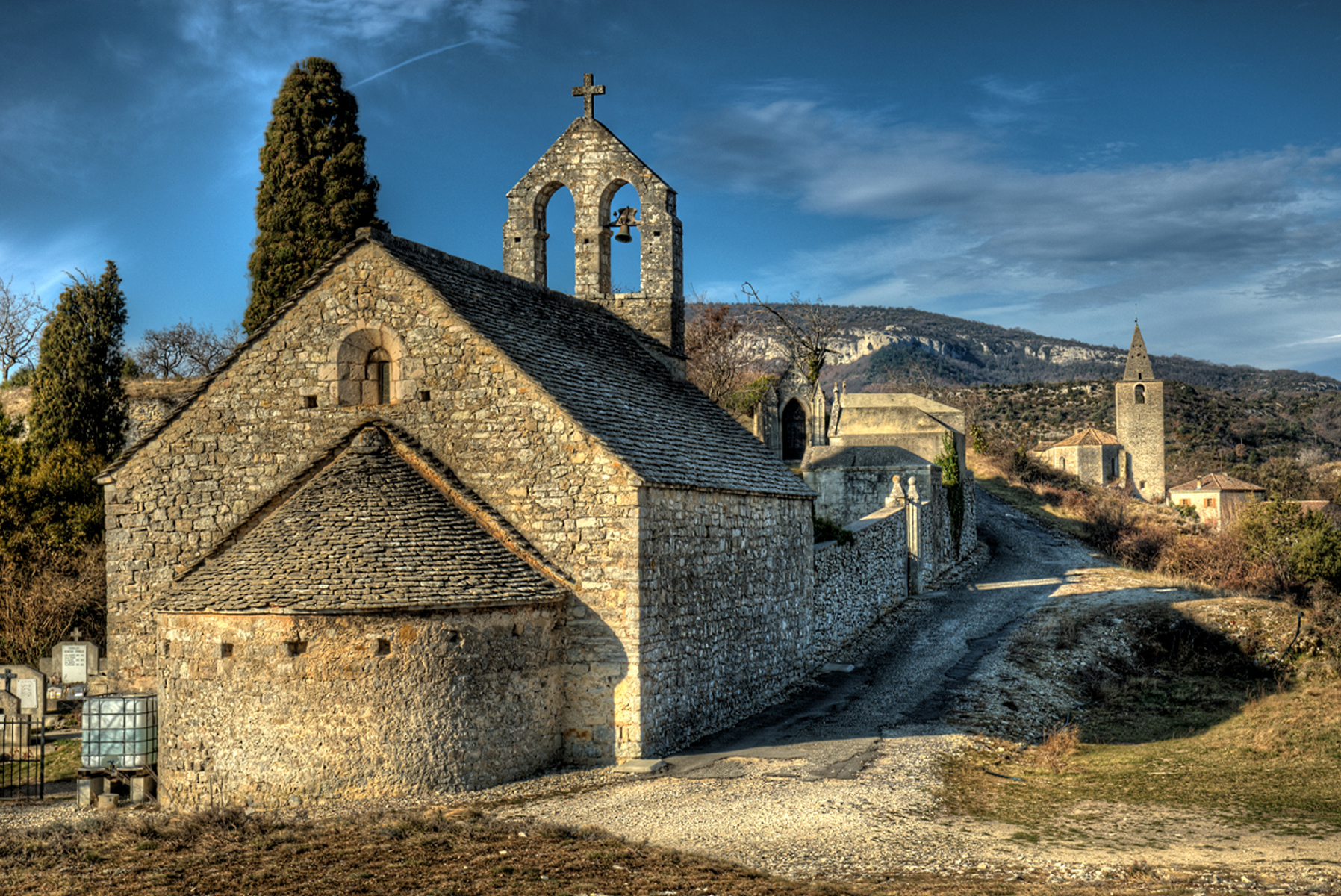
Часовня Сен-Блез
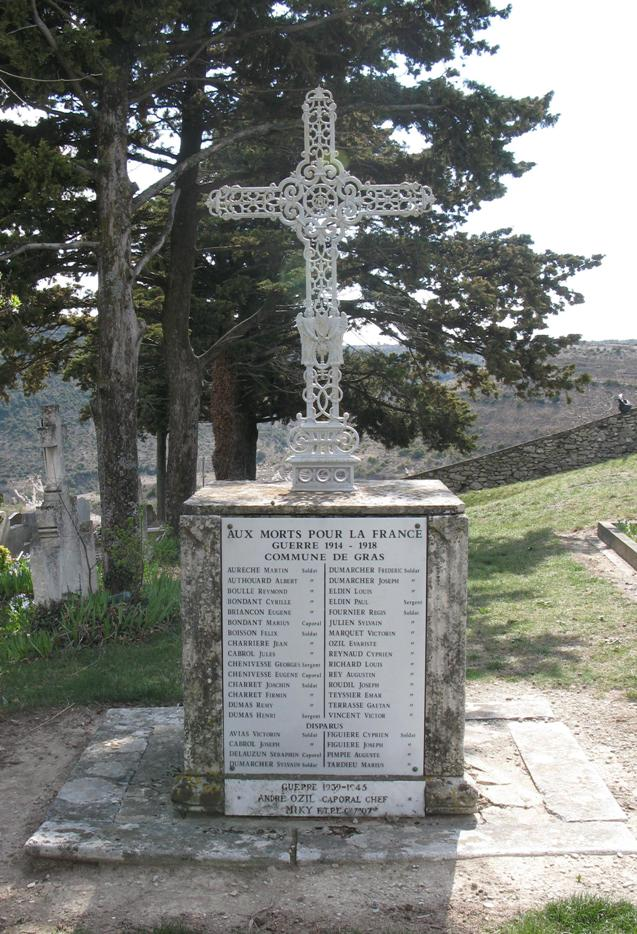
Памятник погибшим в Первой мировой войне
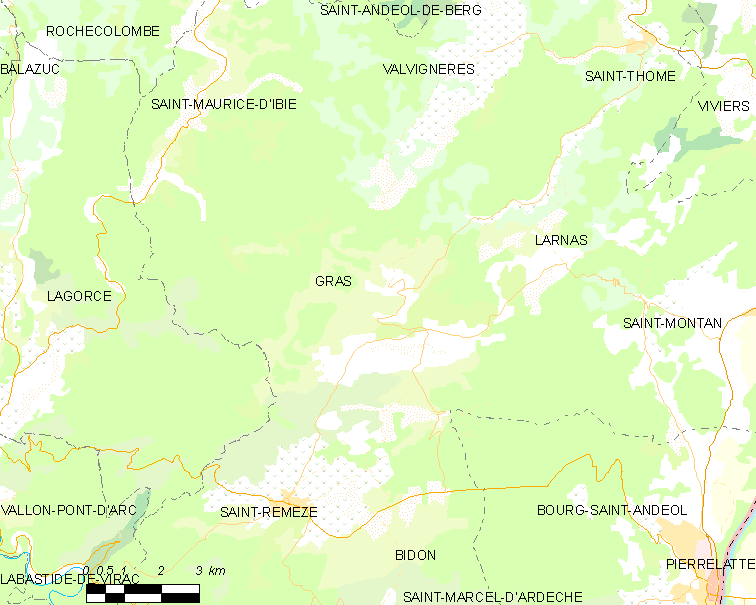
Карта коммуны